# اسمیدلی (ایندیانا)
اسمیدلی (به انگلیسی: Smedley) یک منطقهٔ مسکونی در ایالات متحده آمریکا است که در ایندیانا واقع شده‌است. اسمیدلی ۲۶۸ متر بالاتر از سطح دریا واقع شده‌است.